# Thierry Paterlini
Thierry Paterlini (* 27. April 1975 in Chur) ist ein ehemaliger Schweizer Eishockeyspieler und aktueller -trainer. Seit der Saison 2022/23 ist er Cheftrainer bei den SCL Tigers aus der National League.

## Karriere
Thierry Paterlini begann seine Karriere als Eishockeyspieler bei den GCK Lions, für die er von 1993 bis 1996 in der Nationalliga B aktiv war. Anschliessend wechselte er zum SC Bern, mit dem er 1997 erstmals in seiner Karriere Schweizer Meister wurde. Nach vier Jahren in Bern wechselte Paterlini im Jahr 2000 zum HC Davos, mit dem er zweimal in Folge in den Jahren 2000 und 2001 den Spengler Cup gewann und in der Saison 2001/02 zum zweiten Mal Schweizer Meister wurde. Vor der Saison 2004/05 wurde der Angreifer von den ZSC Lions verpflichtet, bei denen er die folgenden drei Jahre spielte. In der Spielzeit 2009/10 stand Paterlini bei den Rapperswil-Jona Lakers unter Vertrag und spielte in der Saison 2010/11 weiter bei den ZSC Lions. Nach einer Saison in Zürich wechselte er zum HC Sierre in die National League B. Nach der Saison 2012/13 beendete Paterlini im Alter von 37 Jahren seine Spielerkarriere.
Bereits eine Saison darauf wurde er von EHC Bülach als Trainer engagiert.
Nachdem er eine Zeitlang im Nachwuchsbereich tätig war, Paterlini trainierte unter anderem die U18- und U20-Nationalmannschaft der Schweiz, übernahm er zur Saison 2020/21 den Cheftrainerposten beim HC La Chaux-de-Fonds. Für das Spieljahr 2022/23 wechselte er in derselben Funktion zu den SCL Tigers in die höchste Schweizer Spielklasse.

### International
Für die Schweiz nahm Paterlini an der U20-Junioren-Weltmeisterschaft 1994 sowie der U20-B-Junioren-Weltmeisterschaft 1995 teil. Des Weiteren stand Paterlini im Kader der Schweiz bei der B-Weltmeisterschaft 1997, den A-Weltmeisterschaften 2002, 2003, 2004, 2005, 2006, 2007, 2008 und 2009 und spielte bei den Olympischen Winterspielen 2006 in Turin für die Schweiz.

## Erfolge und Auszeichnungen
- 1997 Schweizer Meister mit dem SC Bern
- 2000 Spengler-Cup-Gewinn mit dem HC Davos
- 2001 Spengler-Cup-Gewinn mit dem HC Davos
- 2002 Schweizer Meister mit HC Davos